# Собор Оптинских старцев
Собор преподобных Оптинских старцев — церковное празднование памяти преподобных старцев Оптинских. Общее соборное празднование 24 октября.
На Поместном соборе 1988 года прославлен иеросхимонах Амвросий (Гренков). Остальные старцы прославлены 26 июля 1996 года как местночтимые, а в 2000 году общецерковно.
25 декабря 2009 года Священный синод утвердил службу Собору преподобных Оптинских старцев, подготовленную Синодальной богослужебной комиссией, и рекомендовал её к общецерковному богослужебному употреблению.

## Список 14 старцев
1. Иеросхимонах Лев (Наголкин) (1768—1841)[6] — основатель и вдохновитель оптинского старчества. В 1797 году стал послушником в Оптиной пустыни. Затем подвизался в различных монастырях (Белобережская пустынь, Валаам, Александро-Свирский монастырь), где изучал наследие Паисия Величковского. В 1829 году вновь вернулся в Оптину пустынь, где стал старцем для целого ряда подвижников: для Макария и Амвросия Оптинских, а также для Игнатия (Брянчанинова).
2. Иеросхимонах Макарий (Иванов) (1788—1860)[6] первоначально (в 1810) поселился в Площанскую пустынь, в 1815 году принял монашеский постриг, а в 1834 году перешел в Оптину пустынь, где находился под началом Льва Оптинского. При нём были изданы труды Паисия Величковского, в Оптину пустынь за духовной помощью стали обращаться представители интеллигенции: Иван Киреевский, Алексей Толстой, Николай Гоголь, Алексей Хомяков.
3. Схиархимандрит Моисей (Путилов) (1782—1862)[6] начал свое подвижничество под началом Серафима Саровского, затем 10 лет до Наполеонова нашествия подвизался в Свенском монастыре, изучая наследие Паисия Величковского. В 1820 году был направлен в Оптину пустынь. При нём был приглашен Лев Оптинский и расцвело старчество.
4. Схиигумен Антоний (Путилов) (1795—1865)[6] родился в купеческой семье, в 1812 году попал в плен к французам, а в 1821 году прибыл в Оптину пустынь для духовных упражнений. В 1827 году стал иеромонахом обители. C 1839 по 1853 год был игуменом Малоярославецкого монастыря, но потом вновь вернулся в Оптину пустынь.
5. Иеросхимонах Иларион (Пономарёв) (1805—1873)[6] в молодости скитался по разным монастырям, пока в 1839 году не оказался в Оптиной пустыни. Там он стал келейником Макария Оптинского, а после его смерти возглавил обитель.
6. Иеросхимонах Амвросий (Гренков) (1812—1891)[6] будучи сыном церковнослужителя получил образование в Тамбовской духовной семинарии, преподавал греческий язык, но в 1839 году поселился в Оптиной пустыни под началом Льва Оптинского. Много болел (гастрит, геморрой и пр.), но получил чудесное ослабление недугов от принесенной в 1868 году в обитель Калужской иконы Божьей матери.
7. Иеросхимонах Анатолий (Зерцалов) (1824—1894)[6] успешно окончил Калужскую семинарию и работал в Казенной палате, но после болезни в 1853 сделался послушником в Оптиной пустыни. Его духовными учителями были Макарий и Амвросий Оптинские. Прошел путь от иеродиакона до благочинного обители, заведовал монастырской библиотекой. Курировал Шамординскую женскую обитель. Лично был знаком с Иоанном Кронштадтским.
8. Схиархимандрит Исаакий (Антимонов) (1810—1894)[6] после неудачного сватовства решил в 1847 году постричься в монахи Оптиной пустыни. Макарий Оптинский завещал назначить Исаакия настоятелем монастыря, кем он и стал в 1862 году. Вступив в права достроил в обители ряд храмов, учредил больницу и новую гостиницу, организовал свечной завод.
9. Иеросхимонах Иосиф (Литовкин) (1837—1911)[6] первоначально работал в трактире, но во время паломничества в Киев по совету сестры отправился в Оптину пустынь, где и пребывал с 1861 года. В обители служил поваром, но потом прошел путь от рясофора до скитоначальника.
10. Схиархимандрит Варсонофий (Плиханков) (1845—1913)[6] в миру окончил Оренбургское военное училище и дослужился до полковника, но в 1891 приехал в Оптину пустынь. Во время русско-японской войны призван на фронт в качестве полкового священника при лазарете. В 1907 году стал игуменом Оптиной пустыни. Неудачно пытался встретиться со Львом Толстым. Незадолго до смерти был назначен архимандритом в подмосковную Свято-Голутвенную обитель.
11. Иеросхимонах Анатолий II (Потапов) (1855—1922)[6] в миру работал приказчиком, но в 1885 году прибыл в Оптину пустынь и стал келейником Амвросия Оптинского. Став иеромонахом оставался верным Богу в годы Русской Смуты.
12. Иеросхимонах Нектарий (Тихонов) (1853—1928)[6] в 1873 году прибыл в Оптину пустынь и подвизался под началом старца Анатолия. В 1894 стал иеродиаконом, а в 1898 — иеромонахом. После закрытия Оптиной пустыни в 1923 году жил в крестьянской семье в селе Холмищи, где и умер.
13. Иеромонах Никон (Беляев) (1888—1931)[6] учился в Московском университете, но в 1907 году решил стать монахом Оптиной пустыни. Служил секретарем при Варсонофие Оптинском. В 1917 году стал иеромонахом. Когда Оптина пустынь в 1919 году была преобразована в музей, Никон стал директором этого музея. После окончательного закрытия Оптиной пустыни переселился в Козельск, где служил при Успенском храме. В 1927 году его арестовало ОГПУ и сослало в лагерь. Заразившись туберкулезом он умер в месте своего заключения.
14. Архимандрит Исаакий II (Бобраков) (1865—1938)[6] выходец из крестьянской семьи в 1884 году стал послушником Оптиной пустыни. В 1914 году стал архимандритом этой обители. В 1918 году революционные власти пытались реорганизовать монастырь в сельхозпредприятие. В 1923 году Оптина пустынь была упразднена и Исаакий стал служить в Георгиевском храме Козельска. В 1937 году осужден за контрреволюционную деятельность и организацию подполья. Расстрелян 8 января 1938 года и захоронен в братской могиле в лесу на 162-м километре Симферопольского шоссе.

## Почитание
Оптиным старцам посвящены тропарь, кондак и особая молитва, где они именуются «утешителями Российской земли», «столпы монашества» и «светильники православной веры».
Собору старцев посвящена отдельная икона, написанная козельскими иконописцами в 2006 году и хранящаяся в женском монастыре Саратова. Размер 127 на 95 см. На иконе на золотом фоне изображены белокаменная обитель с синей крышей, 14 бородатых старцев в красных мантиях и Богородица с Христом-Младенцем. Многие старцы имеют на голове камилавки, а в руках держат свитки.

## Почитаемые как Оптинские старцы
Почитаются как Оптинские старцы, но не являются прославленными Церковью:
Схиархимандрит Илий (Ноздрин) — (1932-2025) — духовник Патриарха Кирилла и Оптиной пустыни.
Убиенные на Пасху иеромонах Василий (Росляков), иноки Ферапонт (Пушкарёв) и Трофим (Татарников).

## Культурные особенности
Своеобразным духовным ориентиром Оптинских старцев был Паисий Величковский, «афонский образ жизни» и исихазм. Подобная практика, направленная на «окормление мирян», казалась новшеством, гордыней и непокорством церковному начальству, что вызвало временный запрет на служение Льва Оптинского. Тяжело приживались и популяризируемые старцами книги Добротолюбие и Слова св. Ефрема Сирина, однако именно они повлияли на формирование славянофильства и почвенничества. Амвросий Оптинский вдохновил Достоевского на создание образа Зосимы в Братьях Карамазовых. Несмотря на древние традиции старчества Оптина пустынь приобрела широкую известность именно в вестернизированном российском обществе, сформированным уже после Петровских реформ. Почитатели старцев ценили их назидательные советы, благословления и дар прозорливости.

## История канонизации
- 1988 год — по решению Поместного собора Русской православной церкви состоялось прославление преподобного Амвросия Оптинского.
- 26—27 июля 1996 года тринадцать оптинских старцев причислены к лику местночтимых святых Оптиной пустыни с общим соборным празднованием 11 (24) октября.
- 10 июля 1996 года — обретены мощи преподобного Амвросия вместе с мощами ещё шести оптинских старцев.
- 2000 год — решением Архиерейского собора Оптинские старцы прославлены для общецерковного почитания.